# Coelioxys leopoldinae
Coelioxys leopoldinae là một loài Hymenoptera trong họ Megachilidae. Loài này được Friese mô tả khoa học năm 1922.